# Hiëronymus David Gaubius

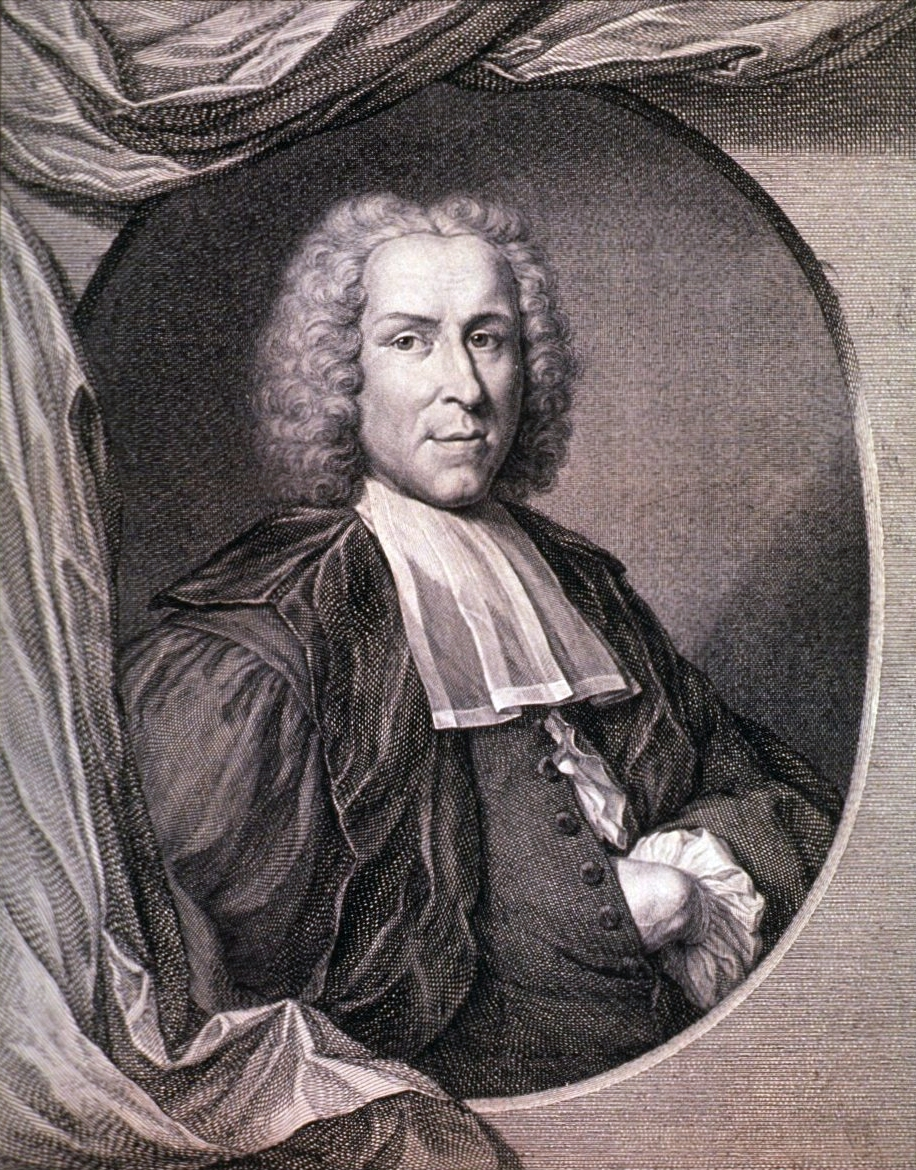
Hiëronymus David Gaubius

Hiëronymus David Gaubius, eigenlijk Jeroen Gaub (Heidelberg, 1705 - 29 november 1780) was een Duits geneeskundige, scheikundige en vitalist.
Gaubius promoveerde op 24 augustus 1725 op zijn proefschrift met de titel: Dissertatio, qua idea generalis solidarum corporis humani partiur exhibitur. In die tijd had men grote belangstelling voor zijn onderzoek met betrekking tot het gebied van de psychosomatiek, waarbij hij voor het eerst het wetenschappelijk bewijs leverde dat de geest invloed heeft op het lichaam en ook omgekeerd het lichaam invloed heeft op de geest.
Gaubius werd lector in de scheikunde in 1731 en hoogleraar in de scheikunde en geneeskunde in 1734 in Leiden.